# 983
| Calendário gregoriano                                                        | 983 CMLXXXIII                                          |
| Ab urbe condita                                                              | 1736                                                   |
| Calendário arménio                                                           | 432 – 433                                              |
| Calendário bahá'í                                                            | -861 – -860                                            |
| Calendário budista                                                           | 1527                                                   |
| Calendário chinês                                                            | 3679 – 3680 Início a 16 de fevereiro (aproximadamente) |
| Calendário copta                                                             | 699 – 700                                              |
| Calendário etíope                                                            | 975 – 976                                              |
| Calendários hindus - Vikram Samvat - Calendário nacional indiano - Cáli Iuga | 1038 – 1039 904 – 905 4083 – 4084                      |
| Calendário Holoceno                                                          | 10983                                                  |
| Calendário islâmico                                                          | 372 – 373                                              |
| Calendário judaico                                                           | 4743 – 4744                                            |
| Calendário persa                                                             | 361 – 362                                              |
| Calendário rúnico                                                            | 1233                                                   |
| Calendário solar tailandês                                                   | 1526                                                   |

983 (CMLXXXIII, na numeração romana) foi um ano comum do século X do Calendário Juliano, da Era de Cristo, teve início numa segunda-feira e terminou também numa segunda-feira e a sua letra dominical foi G (52 semanas).
No território que viria a ser o reino de Portugal estava em vigor a Era de César que já contava 1021 anos.
| Ano completo                         |
| ------------------------------------ |
| Ano comum com início à segunda-feira |

## Eventos
- Oto III da Germânia torna-se o terceiro governante da Dinastia otoniana.

## Mortes
- 10 de Julho - Papa Bento VII.
- 7 de Dezembro - Oto II, imperador do Sacro Império Romano.